# Ion Creangă
Pour l’article homonyme, voir Ion Creangă (Neamț).
Ion Creangă, né le 1er mars 1837 à Humulești et mort le 31 décembre 1889 à Iași est un écrivain roumain.
D'abord diacre, il devient instituteur, et auteur de manuels scolaires. Membre du cénacle littéraire Junimea (La Jeunesse), son livre autobiographique Amintiri din copilărie (« Souvenirs d'enfance ») est publié après sa mort, en 1892, lui conférant une célébrité posthume.

## Biographie
Sa biographie est tout à fait spéciale. Ion Creangă est un villageois, non pas un bourgeois. Tout comme Ioan Slavici, Creangă vient du milieu rural, mais par rapport à celui-là, celui-ci est issu d'une famille tout à fait modeste. C'est un écrivain qui sent le terroir, qui décrit le monde rural avec sincérité et naïveté, à travers des récits parsemés d'expressions patoisantes.
Sa vie nous est bien connue, puisqu'il l'a décrite dans ses notes autobiographiques et surtout dans ses Souvenirs d'enfance.

### Enfance et adolescence
D'après ses écrits, il serait né le 1er mars 1837, dans le village de Humulești, village de la commune actuelle de Târgu Neamț. Ses parents sont : Ștefan « a lui Petrea Ciubotariul » (« Stéphane [fils] de Pierre le cordonnier ») de Humulești et son épouse Smaranda, fille de David « Creangă » (« Branche ») du village de Pipirig.
D'autres pensent que l'auteur est né le 10 juin. En effet, il n'y a aucun document qui atteste sa date de naissance. Connu d'abord sous le nom de Ion Ștefănescu (fils de Stefan), il prend le nom de son grand-père maternel en 1858.
Ion Creangă passe son enfance dans son village. À partir de 1847 il suit les cours de primaire donnés par le chantre Vasile, dans un bâtiment aménagé dans ce but par les villageois. Ensuite, il étudie à Broșteni et Târgu Neamț, pour aller enfin à l'école de catéchistes de Fălticeni en 1854. Il doit suivre une formation en vue de la prêtrise, mais les écoles formatrices venaient de cesser leur activité. Il déménage donc en ville et part pour le séminaire de Socola à Iași en 1855.
Il lui est dur de quitter la vie rurale, comme il en témoigne :
« J'aimais mon père et ma mère, mes frères et mes sœurs et les gamins du village, mes camarades d'enfance, avec lesquels, durant les froides journées d'hiver, je m'amusais sur la glace et en luge, tandis que l'été, dans les belles journées de fête, chantant et criant à pleine gorge, nous parcourions les bois et les vallons ombreux, la grève avec ses trous d'eau, les champs avec leurs récoltes, les prairies avec leurs fleurs et les fières collines d'où me souriait l'aurore, à cet âge folâtre de ma jeunesse!
J'aimais aussi les veillées, les réunions, les horas et toutes les réjouissances du village, auxquelles je prenais part et avec quelle ardeur ! »
De 1855 à 1859 Ion Creangă est séminariste. Il se lie d’amitié avec Ienăchescu, son futur collaborateur dans l'élaboration d'ouvrages scolaires. Le 30 juin 1858, son père décède, laissant sa mère veuve avec sept enfants : il renonce alors à la poursuite de ses études et obtient un certificat qu'il a suivi quatre classes au séminaire.

### Mariage et diaconat
Selon Grigore Alexandrescu (biographie dans l'édition des œuvres posthumes de Iași en 1892), Ion rencontre le pope Ivanciu et lui dit ne pouvoir se marier faute d'argent. Le pope lui donne une pièce de deux sous. Après avoir vidé une carafe de vin, ils formalisent la demande en mariage. Le 23 août 1859, il épouse donc Ileanu Gregoriu, fille d'économe d'église, âgée de 15 ans. Un enfant naît de cette union, Constantin, le 19 décembre 1860. Creangă vit avec Ileana jusqu'en 1867, époque où elle quitte le domicile conjugal. Fin 1859, il est ordonné diacre. Il officie à l'Église des 40 Martyrs à Iași et dans d'autres paroisses.
Il suit les cours de l'institut pédagogique de Trisfetite, afin de lui permettre de devenir instituteur. Il y rencontre Constantin Grigoriu, un de ses futurs collaborateurs, obtient le premier prix de l'école et conçoit un attachement teinté de respect à Titu Maiorescu, le directeur, grâce auquel il est nommé en 1865 instituteur dans l'école des Trois Hiérarques à Iași, tout en demeurant diacre.

### Politique et divorces
De 1866 à 1872, il s'occupe de politique, prenant une part active, grâce à ses dons d'orateur, et notamment ses bons mots, à la petite révolution du 3 avril 1866, sauvant la vie du métropolite Calinic Miclescu.
En 1868 commence un conflit avec sa hiérarchie ecclésiastique. Dès 1863, il reçoit un avertissement pour être allé au théâtre. Le 2 mars 1868, après y être allé de nouveau, il écrit : "Je suis allé quelquefois au Théâtre national ; je n'y ai rien vu de scandaleux ni de démoralisateur, mais, au contraire, la lutte contre tous les vices, et la protection de tout ce qui est juste en ce qui concerne le devoir de l'homme envers Dieu et la société." Il est sanctionné, puis gracié.
En 1871, il se fait couper les cheveux et est suspendu. De surcroît, on retient comme chef d'accusation contre lui le fait d'avoir tiré au fusil dans la cour de l'église Golia, où il logeait, pour chasser des corneilles. Le 11 octobre 1871, ne s'étant pas présenté aux convocations du consistoire, il est « interdit pour toujours ». Il se défroque alors et se met à exploiter un bureau de tabac. Entre-temps, il publie également en collaboration ses premiers ouvrages didactiques, qui ont un grand succès, en 1867 et 1871. Le premier juillet 1872, le général Cristian Tell (ro), ministre de l'Instruction publique, le révoque de son poste d'instituteur.
La même année, il fait entrer son fils Constantin à l'école militaire de Iași. Il prend également à son service Ecaterina Vartic, dite Tinca, qui reste à son service jusqu'à la fin de sa vie. Le 5 septembre 1873, le divorce avec Ileana est prononcé aux torts de l'épouse, pour adultère.

### Carrière littéraire
Ion Creangă donne alors des cours dans une école privée de Iași. Lorsque Titu Maiorescu arrive au ministère de l'instruction publique, en 1874, il le réintègre sur un poste à deux kilomètres de son domicile de la rue Ticau-de-sus, à Păcurariu. Le premier juillet 1875, Mihai Eminescu devient inspecteur d'académie à Iași, donc le supérieur de Creangă. Les deux hommes se lient d'amitié et Eminescu fait rapidement entrer son ami au cercle littéraire Junimea, où l'on apprécie ses talents de conteur. Le premier octobre 1875, il publie son premier conte dans la revue Convorbiri Literare (La Belle-mère aux trois brus) et assiste bientôt chaque samedi soir aux réunions chez Iacob Negruzzi. Eminescu et Creangă deviennent inséparables, jusqu'à son départ pour Bucarest à l'automne 1877. À intervalles plus ou moins réguliers, jusqu'en 1882, il fait paraître des écrits, pour la plupart dans Convorbiri Literare : ses contes, trois parties des Souvenirs d'enfance, la quatrième étant publiée à titre posthume, comme l'édition de ses œuvres en deux volumes, à Iași entre 1890 et 1892.

### La maladie
Aux alentours de 1880, Creangă commence à souffrir de fréquentes crises d'épilepsie : sa production littéraire ralentit et il a de plus en plus de mal à tenir son poste d'instituteur. En 1883, il éprouve aussi beaucoup de chagrin lorsque Mihai Eminescu perd la raison. Puis, vers 1886, son état de santé se détériore tant qu'il doit abandonner son poste : il finit sa vie dans l'indigence. Le 31 décembre 1889, il décède d'apoplexie chez son frère Zahei. Il est inhumé le 2 janvier 1890.

## Place dans la littérature roumaine
Creangă est généralement considéré comme un des trois auteurs majeurs de la littérature roumaine, avec Mihai Eminescu et Ion Luca Caragiale. Par rapport à ces deux derniers, il écrit en prose et adapte la littérature populaire, paysanne, voire friponne (L'histoire des histoires est un conte érotique connu en Roumanie et on sait que d'autres de ses contes existaient en des versions plus explicites). Sa littérature figure également en bonne place parmi les classiques de la littérature pour enfants : l'histoire Ursul păcălit de vulpe (« L'ours abusé par la renarde ») est par exemple un texte très populaire et dont on trouve de nombreuses versions illustrées en Roumanie. D'un point de vue européen, certains, comme Andreia Roman en font l'égal des plus grands conteurs, tel François Rabelais ou Charles Perrault.
Eugène Ionesco relève également le caractère « essentiellement roumain » de son œuvre, exempte d'influences ou inspirations étrangères.
Élu membre de l’Académie roumaine, en 1948, à titre posthume.

## Liste des œuvres
- Metoda nouă de scriere și cetire pentru uzul clasei I primară [Nouvelle méthode d'écriture et de lecture à l'usage des classes I de l'école primaire], avec C. Grigoriu, G. Ienăchescu, N. Climescu, V. Răceanu, A. Simionescu, contient l'histoire Ursul păcălit de vulpe [L'ours abusé par la renarde], 1867.
- Invătătorul copiilor, carte de cetire în clasele primare de ambe sexe [Le maître des enfants, livre de lecture pour les classes de l'école primaire des deux sexes], avec C. Grigorescu et V. Răceanu, contient les histoires Inul și cămeșa [Le lin et la chemise], Acul și baronul [L'aiguille et le baron] et Poveste [Conte], 1871.
- Soacra cu trei nurori (La belle-mère aux trois brus), conte, 1875
- Capra cu trei iezi (La chèvre et les trois chevreaux), conte, 1875
- Povățuitoriu la cetire prin scriere după sistema fonetică [Guide de lecture par l'écriture selon le système phonétique], avec G. Ienăchescu, sur demande de Titu Maiorescu, 1876
- Punguța cu doi bani (La petite bourse aux deux liards), conte, 1876
- Danilă Prepeleac (Danilă Prepeleac), conte, 1876
- Moș Nichifor Coțcariul (Père Nikifor le Roublard), conte, 1877
- Stan Pățitul (Stan l'échaudé), conte, 1877
- Fata babei și fata moșului (La fille de la vieille et la fille du vieux), conte, 1877
- Ivan Turbincă (Ivan la Musette), conte, 1878
- Povestea unui om leneș (Histoire d'un fainéant), conte, 1878
- Geografia județului Iași [Géographie du département de Jassy], avec G. Ienăchescu et V. Răceanu, 1879
- Moș Ioan Roată și Unirea (Le père Ioan Roată et l'Union), conte, 1880
- Popa-Duhu [Popa-Duhu], conte, 1881
- Moș Ioan Roată și Vodă Cuza (Le père Ioan Roată et le prince Couza), conte, 1883
- Cinci pâini [Cinq pains], conte, 1883
- Amintiri din copilărie (Souvenirs d'enfance), de 1881 à 1882, les première, deuxième et troisième parties, la quatrième, posthume, en 1892.
- Făt-Frumos, Fiul Iepei (Le Prince Charmant, Fils-de-la-Jument), conte inachevé, posthume, 1898
- Scrierile lui I. Creangă, I-II [Œuvres de Ioan Creangă], préface d'A.D. Xenopol, avec une biographie de Grigore Alexandrescu, posthumes, Jassy, 1890-1892

## Traductions
- Ion Creangă, Opere - Œuvres [texte bilingue roumain - français, en français par Yves Augé (Souvenirs d'enfance) et Elena Vianu (Souvenirs (autres textes) et Contes], Editura Meridiane, București, 1963 - Éditions Meridiane, Bucarest, 1963, 704 pages.
- Ion Creangă, Histoire des histoires ou histoire d'une pine et Mircea Nedelciu, Histoire des histoires vue par la génération 80, avec une préface cynégétique de Luca Pițu, traduits par Jean-Paul et Mariana Goujon, Bucarest, Nemira, 1998.
- Memories of my boyhood, traduction en anglais par Ana Cartianu, Bucarest, 1978
- Folk tales from Roumania, traduction en anglais par Mabel Nandris, 1952
- Blanke-Moor en andere sprookjes, traduction de contes en néerlandais par Jan Willem Bos et Jan H. Mysjkin, Pays-Bas, 2014
- Het verhaal van Ionică de Dwaas, traduction en néerlandais par Jan H. Mysjkin, Iași, 2017
- Dónde està mi saquito?, traduction de contes en espagnol de Cătălina Iliescu Gheorghiu, 2012
- Novelle e ricordi d'infanzia, traduction en italien par Anna Colombo, Turin, 1968
- Errinerungen aus der Kindheit, traduction en allemand, Bucarest, 1951
- Märchen, traduction en allemand d'Harald Krasser, Bucarest, 1970